# تجمع الغران (العبر)

تعديل مصدري - تعديل

تجمع الغران هو "تجمع بدوي" في عزلة العبر بمديرية العبر التابعة لمحافظة حضرموت، بلغ تعداد سكانها 75 نسمة حسب تعداد اليمن لعام 2004.